# Trouble (Akon-album)
Trouble című album Akon amerikai-szenegáli R&B énekes és rapper első nagylemeze.2004. június 29-én jelent meg. Összesen több mint 3 milliót adtak el belőle.
Néhány kislemez az albumról:
Lonely, Belly Dancer (Bananza), Locked Up, Ghetto.

## Számok listája
1. Locked Up
2. Trouble Nobody
3. Belly Dancer (Bananza)
4. Gangsta (featuring Daddy T., Devyne & Picklehead)
5. Ghetto
6. Pot of Gold
7. Show Out
8. Lonely
9. When the Time's Right
10. Journey
11. Don't Let Up
12. Easy Road
13. Locked Up (Remix) (featuring Styles P)